# Life-Saving Appliances

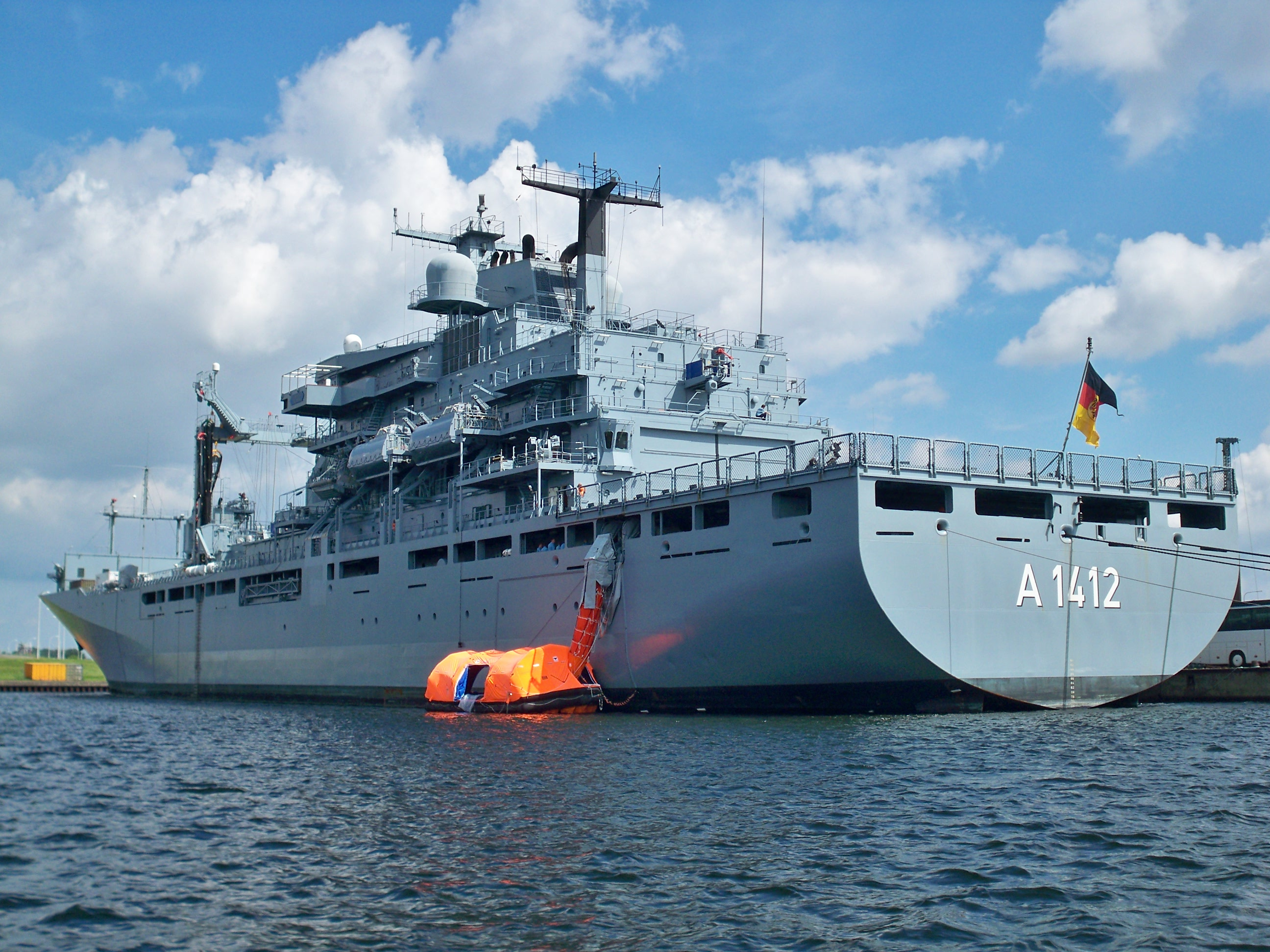
Exercice de sauvetage sur un navire de guerre allemand.

Le Code LSA, pour Life-Saving Appliances, est un texte adopté en 1996 par les états membres de l'Organisation maritime internationale (OMI) regroupant toutes les mesures techniques auxquelles doivent satisfaire le matériel de sauvetage mentionné dans la convention SOLAS. Il est entré en application le 1er juillet 1998.

## Présentation
C'est dans le code LSA que l'on retrouvera que les bouées doivent ne pas continuer à brûler après une immersion totale de deux secondes dans les flammes, avoir une masse minimum de 2,5 kg, avoir une flottabilité propre, etc. Toutes ces spécifications techniques représenteraient une lourdeur extrême si elles avaient été directement intégrées à la convention SOLAS, c'est pour cela qu'elles sont déportées dans un code.